# (9905) Tiziano
(9905) Tiziano es un asteroide que forma parte del cinturón de asteroides y fue descubierto el 24 de septiembre de 1960 por Ingrid van Houten-Groeneveld, Cornelis Johannes van Houten y Tom Gehrels desde el observatorio del Monte Palomar, Estados Unidos.

## Designación y nombre
Tiziano recibió inicialmente la designación de 4611 P-L.
Más tarde, en 1999, se nombró en honor del pintor italiano del Renacimiento Tiziano.

## Características orbitales
Tiziano orbita a una distancia media de 2,403 ua del Sol, pudiendo alejarse hasta 2,716 ua y acercarse hasta 2,09 ua. Su inclinación orbital es 12,72 grados y la excentricidad 0,1302. Emplea en completar una órbita alrededor del Sol 1361 días. El movimiento de Tiziano sobre el fondo estelar es de 0,2645 grados por día.

## Características físicas
La magnitud absoluta de Tiziano es 14,3.